# Melodifestivalen 1994
La edición de 1994 del Melodifestivalen tuvo lugar el 12 de marzo en los estudios de la 'Radio Televisión Sueca' en Estocolmo. Los presentadores fueron Kattis Ahlström y Sven Melander. La dirección de la orquesta corrió a cargo Anders Berglund.
Los favoritos antes de la celebración de la preselección eran el grupo 
Förhandsfavoriter var gruppen Cayenne, cuyos integrantes era Lilling Palmeklint, Malin Bäckström y Carina Carlsson.
| Nr. | Artista                         | Canción                         | Texto/Música                            | Puntos | Posición |
| --- | ------------------------------- | ------------------------------- | --------------------------------------- | ------ | -------- |
| 1   | Tina Röklander                  | Kom och dela min hemlighet      | Per Andréasson y Anders Dannvik         | 21     | 4        |
| 2   | Nick Borgen                     | Små minnen av dig               | Pierre Breidensjö y Jörgen Johansson    | 21     | 4        |
| 3   | Perikles                        | Vill du resa till månen med mig | Bosse Nilsson                           | -      | -        |
| 4   | Gladys del Pilar                | Det vackraste jag vet           | Ingela 'Pling' Forsman y Michael Saxell | 62     | 2        |
| 5   | Tiffany                         | Håll om mig i kväll             | Tommy Kaså y Anica Olson                | -      | -        |
| 6   | Marie Bergman y Roger Pontare   | Stjärnorna                      | Mikael Littvold y Peter Bertilsson      | 66     | 1        |
| 7   | Carina Jaarnek y Mikael Jaarnek | Det är aldrig försent           | Kjell-Åke Norén y Christer Johansson    | -      | -        |
| 8   | Jonny Lindé                     | Jag stannar hos dig             | Stephan Berg                            | -      | -        |
| 9   | Jan Höglund                     | Kärlekens vind                  | Arne Höglund'                           | -      | -        |
| 10  | Cayenne                         | Stanna hos mig                  | Lilling Palmeklint                      | 61     | 3        |

## Sistema de Votación
| Artista          | Luleå | Umeå | Sundsvall | Falun | Örebro | Karlstad | Gotemburgo | Malmö | Växjö | Norrköping | Estocolmo | Total | Posición |
| ---------------- | ----- | ---- | --------- | ----- | ------ | -------- | ---------- | ----- | ----- | ---------- | --------- | ----- | -------- |
| Röklander        | 2     | 1    | 4         | 2     | 1      | 2        | 1          | 2     | 2     | 2          | 2         | 21    | 4        |
| Nick Borgen      | 1     | 2    | 8         | 1     | 2      | 1        | 2          | 1     | 1     | 1          | 1         | 21    | 4        |
| Gladys del Pilar | 6     | 4    | 2         | 8     | 6      | 6        | 4          | 8     | 4     | 6          | 8         | 62    | 2        |
| Pontare/Bergman  | 8     | 6    | 6         | 6     | 4      | 8        | 8          | 4     | 8     | 4          | 4         | 66    | 1        |
| Cayenne          | 4     | 8    | 1         | 4     | 8      | 4        | 6          | 6     | 6     | 8          | 6         | 61    | 3        |

- Marie Bergman había representado a Suecia en Eurovisión en sus ediciones de 1971 y 1972 como integrante del grupo Family Four.